# Courseulles-sur-Mer
Courseulles-sur-Mer é uma comuna francesa na região administrativa da Normandia, no departamento Calvados. Estende-se por uma área de 7,92 km². Em 2010 a comuna tinha 4 297 habitantes (densidade: 542,6 hab./km²).